# Réserve naturelle nationale de Tangjiahe
La réserve naturelle nationale de Tangjiahe est une aire protégée située en Chine, dans le Sichuan. Elle a été créée le 15 décembre 1978, avec un statut de réserve naturelle, elle devient réserve naturelle nationale en 1986. Elle protège l'habitat d'espèces emblématiques comme le Panda géant, le Takin et le Rhinopithèque de Roxellane, sur une surface de 400 Km2. La réserve est inscrite sur la liste verte de l'UICN depuis 2014.

## Géographie

### Localisation
Administrativement, la réserve nationale est située dans le nord-ouest du xian de Qingchuan, tout au nord de la province du Sichuan. Il faut environ sept heures de route pour atteindre depuis la ville de Chengdu, où est situé l'aéroport international le plus proche, pour atteindre Tangjiahe.
Le site se situe dans l'est du massif de montagnes de Minshan, au nord du bassin du Sichuan.
Tangiahe est limitrophe des réserves de Baishuijiang, au nord, de Dongyangou à l'est et de Laohegou, Guanbagou et Xinyicun au sud-ouest.

### Géographie physique
L'altitude varie entre 1 150 m et 3 800 m avec des reliefs escarpés, marqués par plusieurs vallées encaissées. La roche du massif est calcaire. La petite rivière Tangjia serpente à travers de la réserve, à laquelle elle a donnée son nom, c'est un affluent de la rivière Jialing, elle-même affluent du Yangtzé.

### Climat
La température moyenne sur l'année est de 11°C et les précipitations moyennes sont de 1 500 mm par an.

### Découpage interne
Les réserves chinoises sont découpées en trois zones : une zone expérimentale, la plus proche des limites de la réserve et la seule zone où sont permis des activités humaines, une zone tampon et enfin une zone centrale.
Il n'y a qu'un seul point d'entrée dans la réserve, par la route.

## Biodiversité

### Milieux
80% de la surface de la réserve est couvert de forêt, sa composition change en fonction de l'altitude, en dessous de 1 600 m, on trouve une forêt sempervirente à large feuilles, puis entre 1 600 m et 2 400 m, une forêt mixte sempervirente et décidue à large feuille avec quelques conifères et de 2 400 m à 3 600 m des forêt subalpine de conifères. Entre 1900 et 2600 m la forêt est composée de bouleaux, pins et sapins puis entre 2600 et 3100 m elle est dominée par un mélange d'érables et de pins. Les sommets sont occupés par des landes subalpines. Et les fonds de vallée montrent des milieux pionniers, le longs des rivières.
Entre 2 100 m et 2 800 m pousse le bambou, c'est l'habitat du Panda géant. Ce milieu a pu profiter d'incendies pour s'étendre.
A l'inverse les rhinopithèques privilégient les zones de forêt denses, primaires, avec la présence de Pterocarya stenoptera (dont les spécimens sont parmi les plus grands arbres de la zone).

### Flore
2642 espèces de plantes, réparties en 994 genres et 264 familles, poussent dans la réserve. Davidia involucrata, Tetracentron sinense et Cathaya argyrophylla sont des espèces protégées nationalement.

### Faune
On trouve 1169 espèces d'animaux dans la réserves, dont 489 de vertébrés et 580 d'invertébrés. Une faune emblématique trouve refuge dans ces montagnes. En 2006 on y a, par exemple, dénombré 1000 rhinopithèques de Roxellane et 1 200 takins. Entre 2002 et 2003, une étude par Piège photographique avait permis de détecter 11 espèces de mammifères vivant dans la réserve, sachant qu'au moins deux autres espèces de mammifères y sont connues, l'Ours noir d'Asie et le Panda géant plus facilement détectables grâce à des indices de présence. Selon cette étude, il est probable que les grands mammifères prédateurs, de toute manière moins détectables, mettent plus de temps à occuper les montagnes de Tangjiahe, dont la protection est somme toute récente.
Tangjiahe est sans doute l'une des zones forestières au monde, où l'observation de la faune sauvage est la plus facile, ceci grâce à une forte abondance des populations.

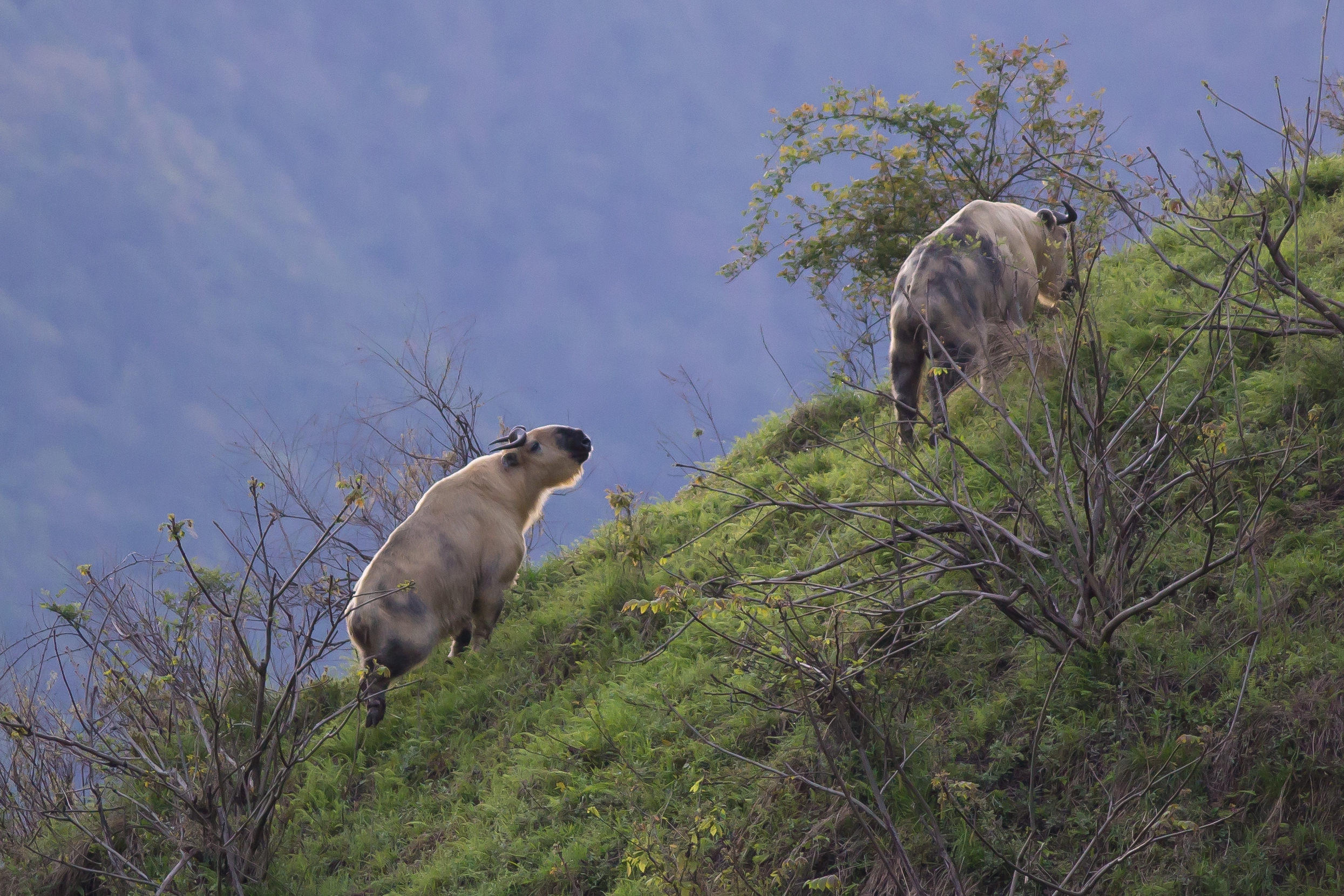
Takins
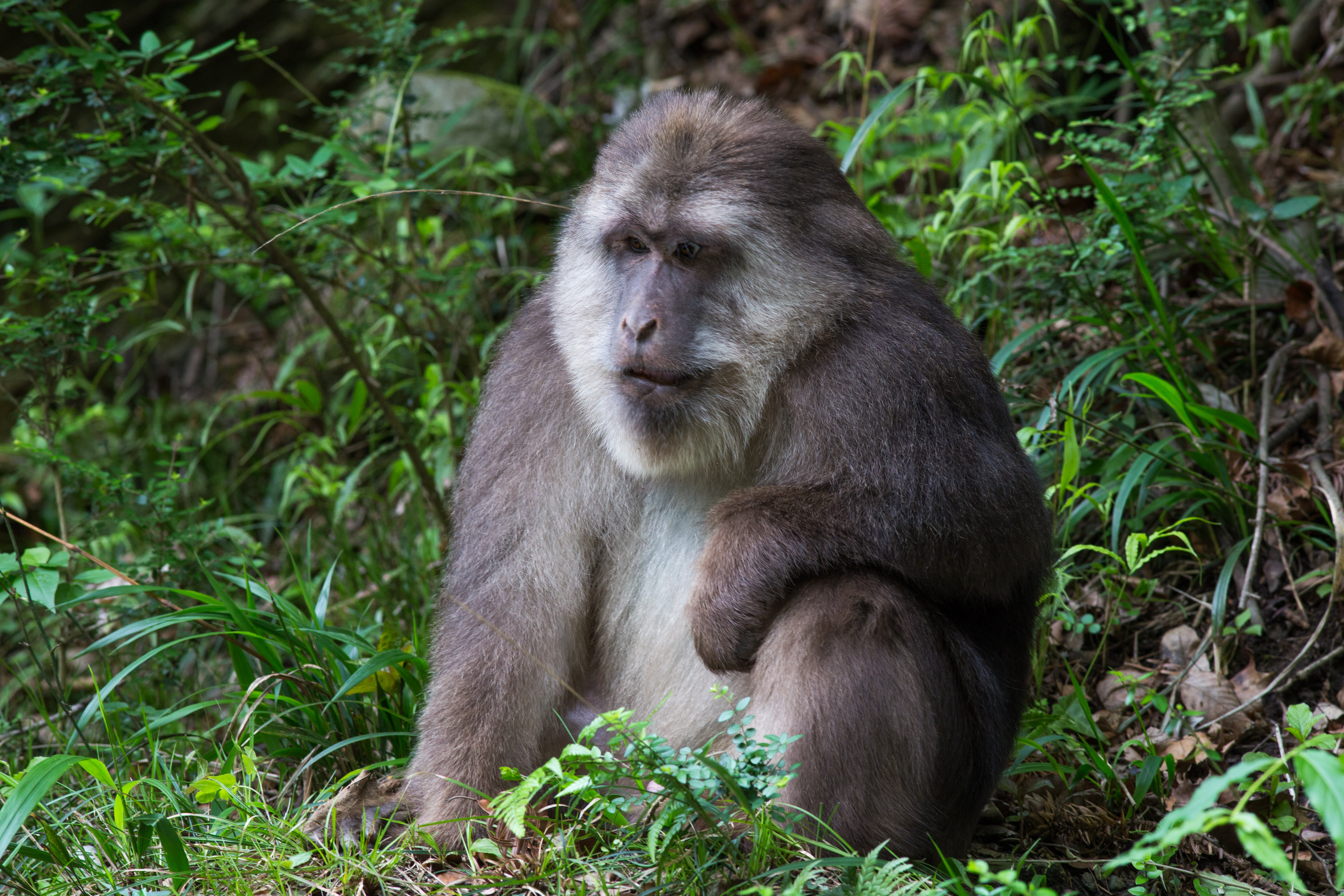
Macaque du Tibet (mâle)
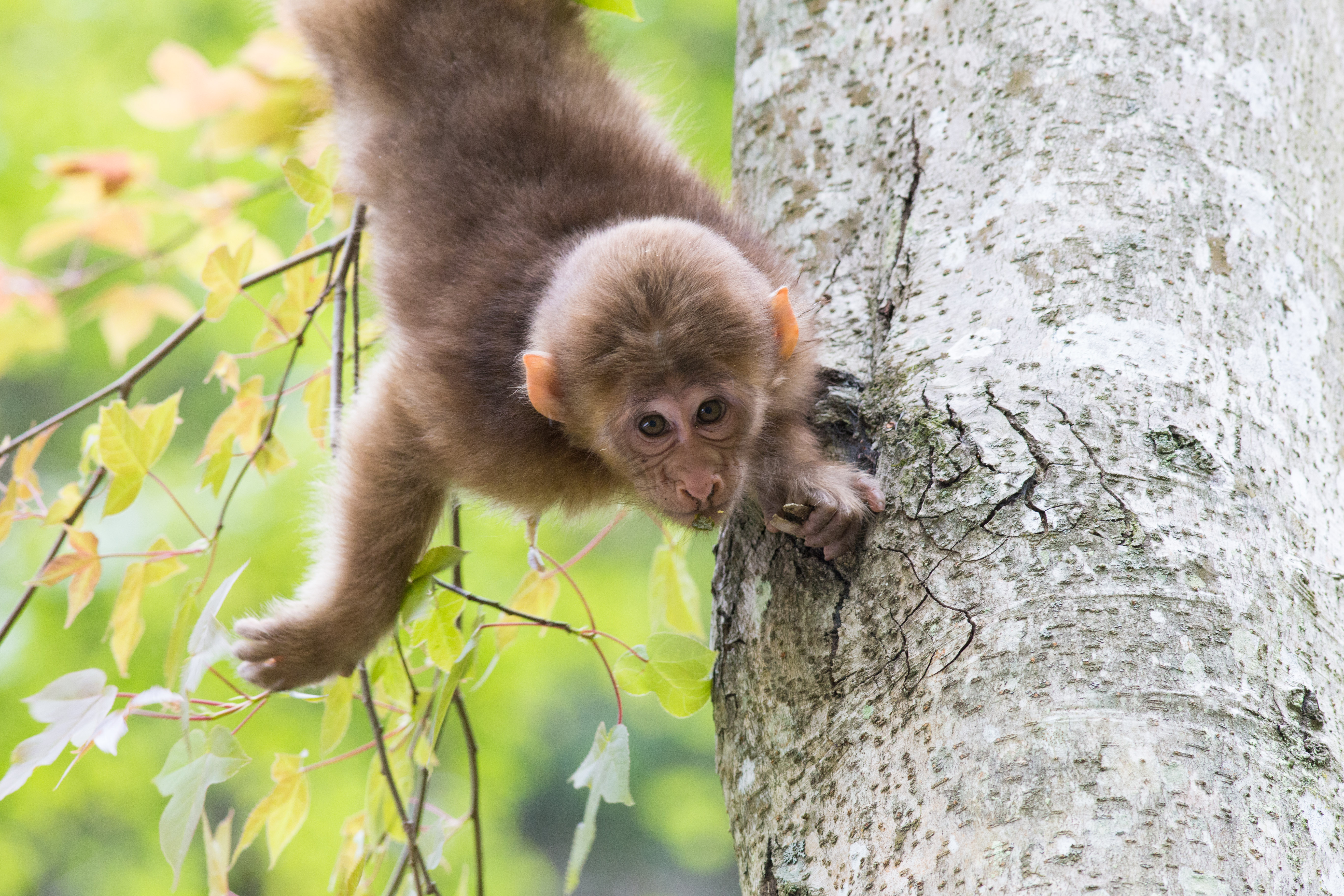
Macaque du Tibet (jeune)
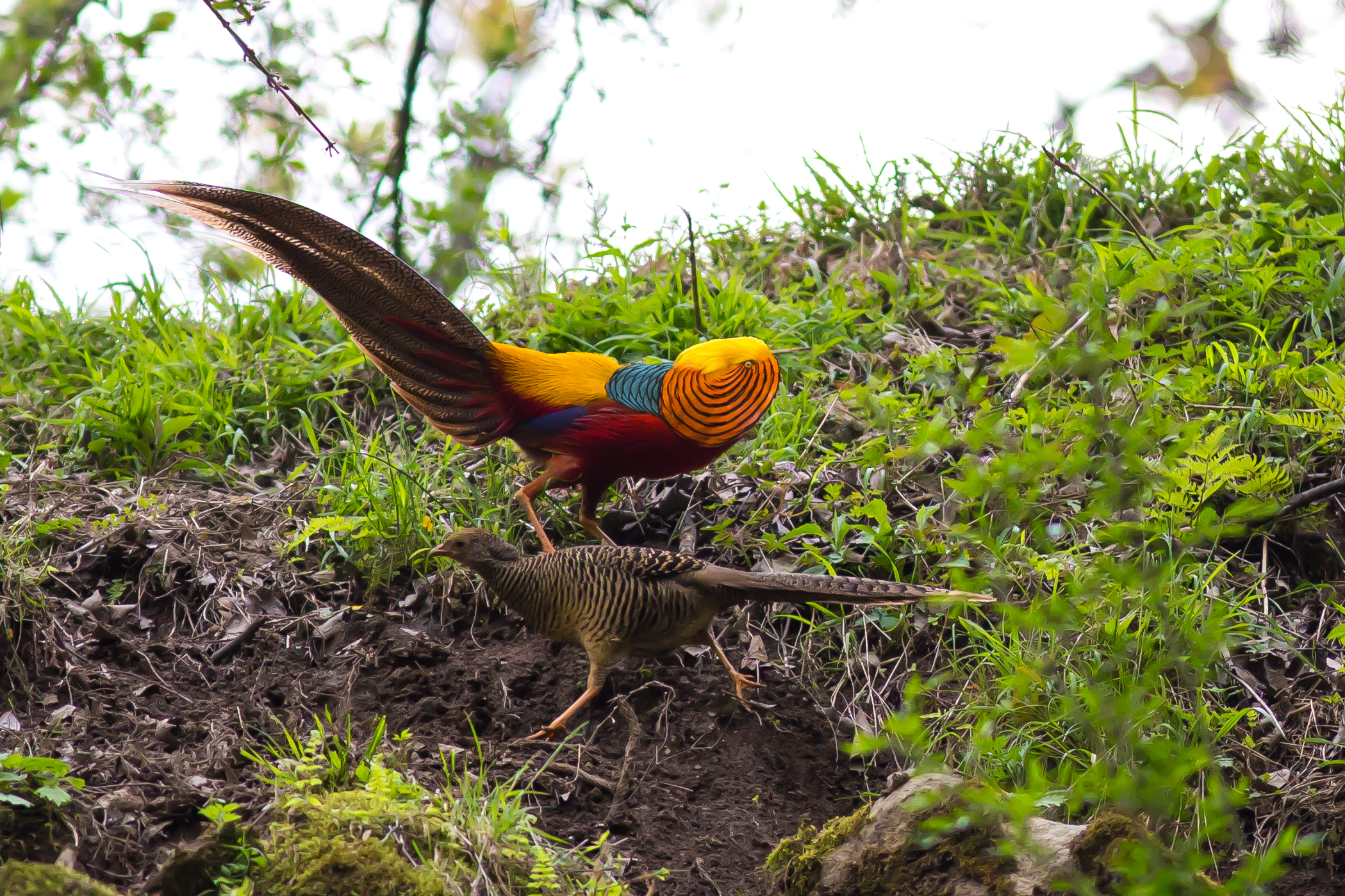
Faisan doré (mâle et femelle)

#### Panda
La population de panda géants était estimée à une soixantaine d'individus en 2006, puis à 42 en 2012. Le recensement national des pandas, conduit entre 2011 et 2014 a dénombré 39 individus . En 2024, leur nombre s'élèverait à 54 individus répartis en 3 sous-populations.

## Histoire
En 1965, une scierie a été installée dans la vallée, elle a employée plus de 1000 travailleurs. cette activité a pour conséquence une importante déforestation, avec 30 000 m3 de bois extrait chaque année.
Dès 1975, des démarches ont débuté pour mettre la zone en protection, face à la situation environnementale préoccupante. Une réserve naturelle est créée en 1978. Dans l'intervalle, la scierie a cessé son activité et la population qui vivait là a été déplacée à l'extérieur du périmètre protégé.
En 1983, une station d'observation des pandas est construite dans la réserve, à Baixiongping.
En 1984, 350 personnes vivaient, encore, dans la zone (66 fermiers et leurs familles). En 1985, le gouvernement local du Sichuan leur a versé une aide de 1,2 million de Yuan pour déménager à l'extérieur de la réserve.
Son statut est changé pour celui de réserve nationale en 1986.
En 2014, la réserve fait partie des aires protégées pilotes pour la mise en place de la liste verte de l'UICN.
Le parc national des pandas géant a été créé en octobre 2021, il s'étend sur 22 000 Km2 et regroupe 40 réserves naturelles dont celle de Tangjiahe. La création du parc a permis de renforcer la coopération entre réserves adjacentes.

## Gestion

### Tourisme
La réserve a été classée comme attraction AAAA, ce qui signifie que l'ambition de ses gestionnaires est d'y accueillir environ 40 000 touristes par an, ce qui correspond à du tourisme de masse.

### Surveillance et suivi naturaliste
Il existe deux stations de conservation dans la réserve, à Motianling et à Baixiongping.
En 2002, des patrouilles de surveillance avaient lieux toutes les deux semaines.
Les rangers sont également impliqués dans le suivi de la faune sauvage et utilisent tout le matériel moderne de suivi naturaliste, à leur disposition, comme des pièges photographiques et des écouteurs. Les méthodes traditionnelles comme l'étude des traces (ichnologie) sont toujours utilisées.